# Johannes Hauerslev
Johannes Hauerslev (5. května 1860, Aalborg – 21. října 1921, Charlottenlund) byl dánský fotograf. Je připomínán především svými četnými fotografiemi pouličních scén a budov v Kodani.

## Životopis
Hauerslev se narodil v Aalborgu jako syn Hanse Petera Hauersleva a Petrine Jensine Bothilde Anetty Martensen.
Hauerslev provozoval fotografické studio na adrese Fælledvej 9 v Nørrebro v letech 1887 až 1918. Po něm pokračoval Alfred Andersen (asi od roku 1933 Alfred Munk-Andersen).
Byl oceněn medailí na baltské výstavě v Malmö v roce 1896 a v roce 1910 získal ocenění rytíř řádu Dannebrog.
Byl členem Dánské asociace fotografů a velmi se podílel na založení Domu fotografů (Fotografernes Stiftelse) na Ruesgade 199 v Kodani.

## Osobní život
Hauerslev byl ženatý s Georginou Rosalií Hauerslev. Měli jednu dceru, Katy Hauerslev.
Fotograf zemřel 21. října 1821 v Charlottenlundu a byl pohřben na hřbitově Vestre.

## Galerie

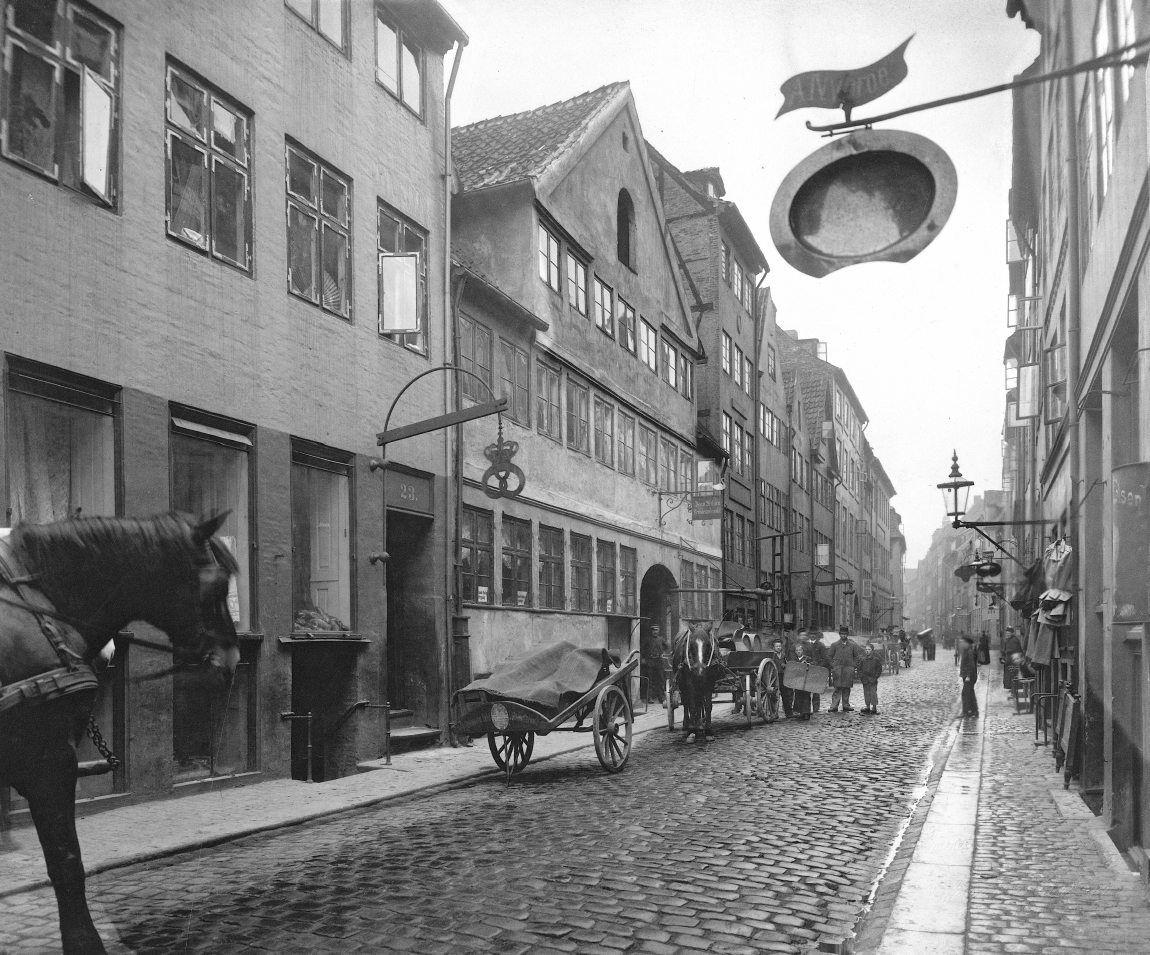
Vognmagergade
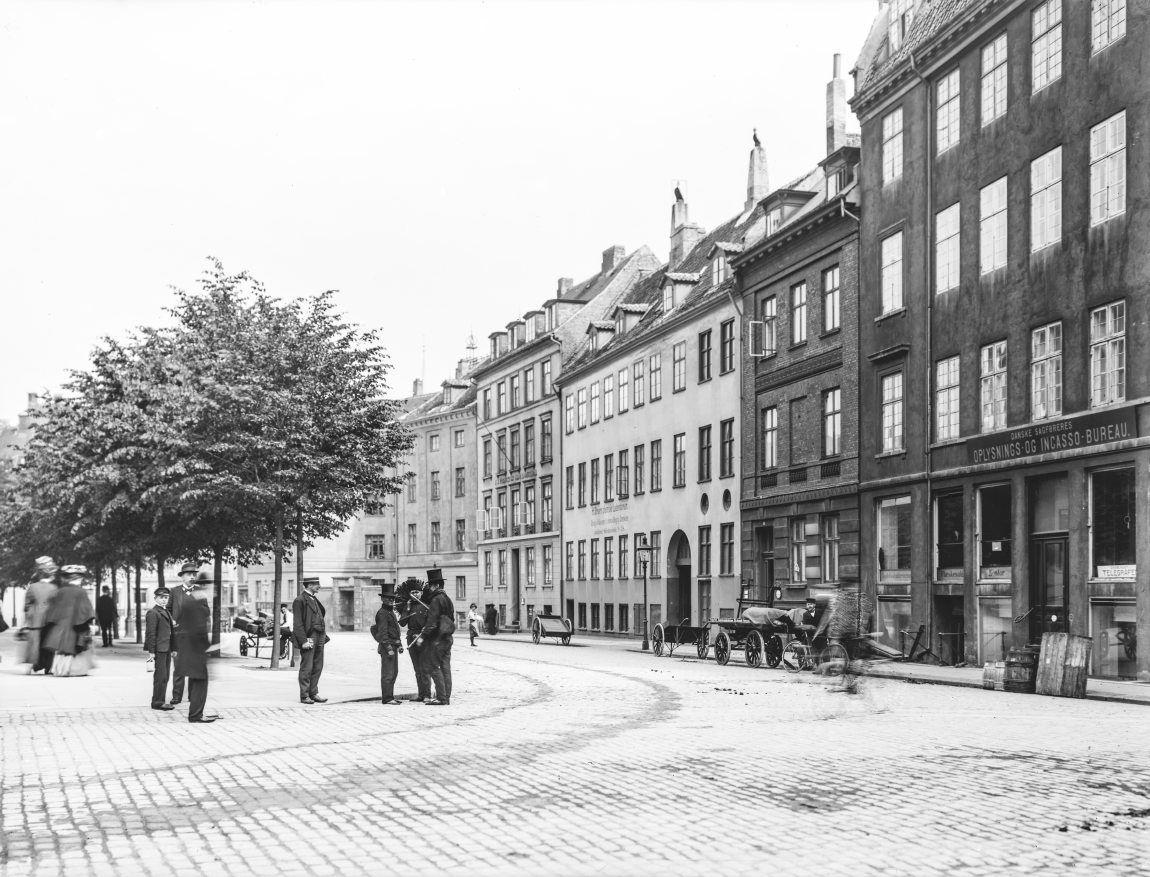
Dyrkøb
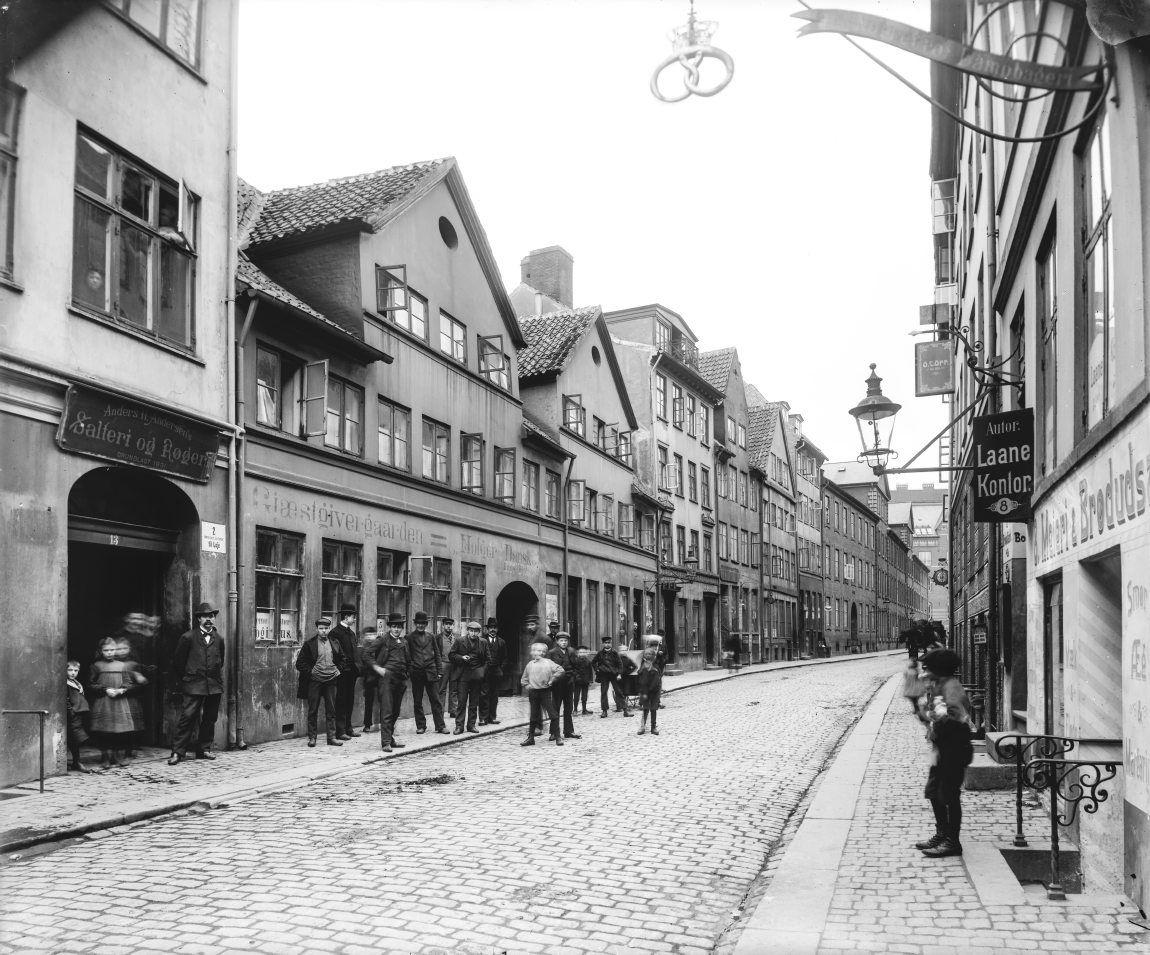
Penzion Holger Danske ve Farvergade
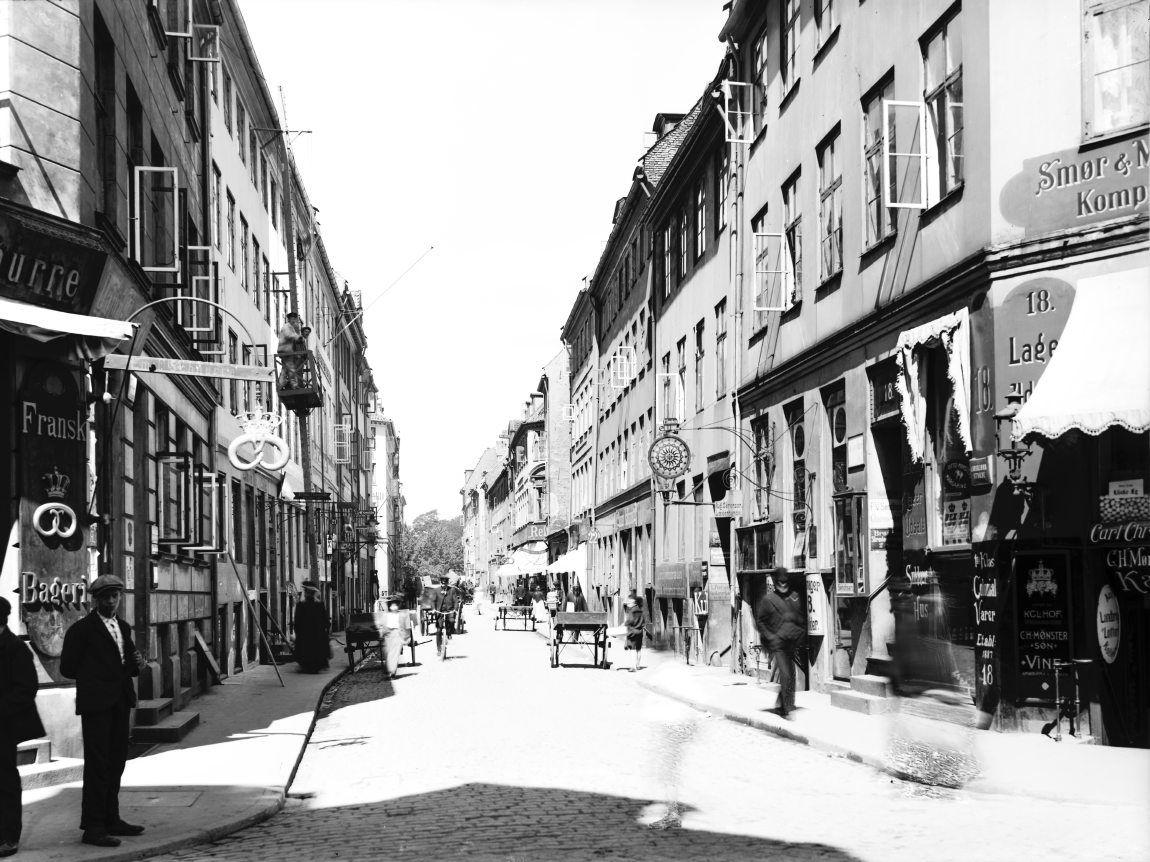
Larsbjørnsstræde
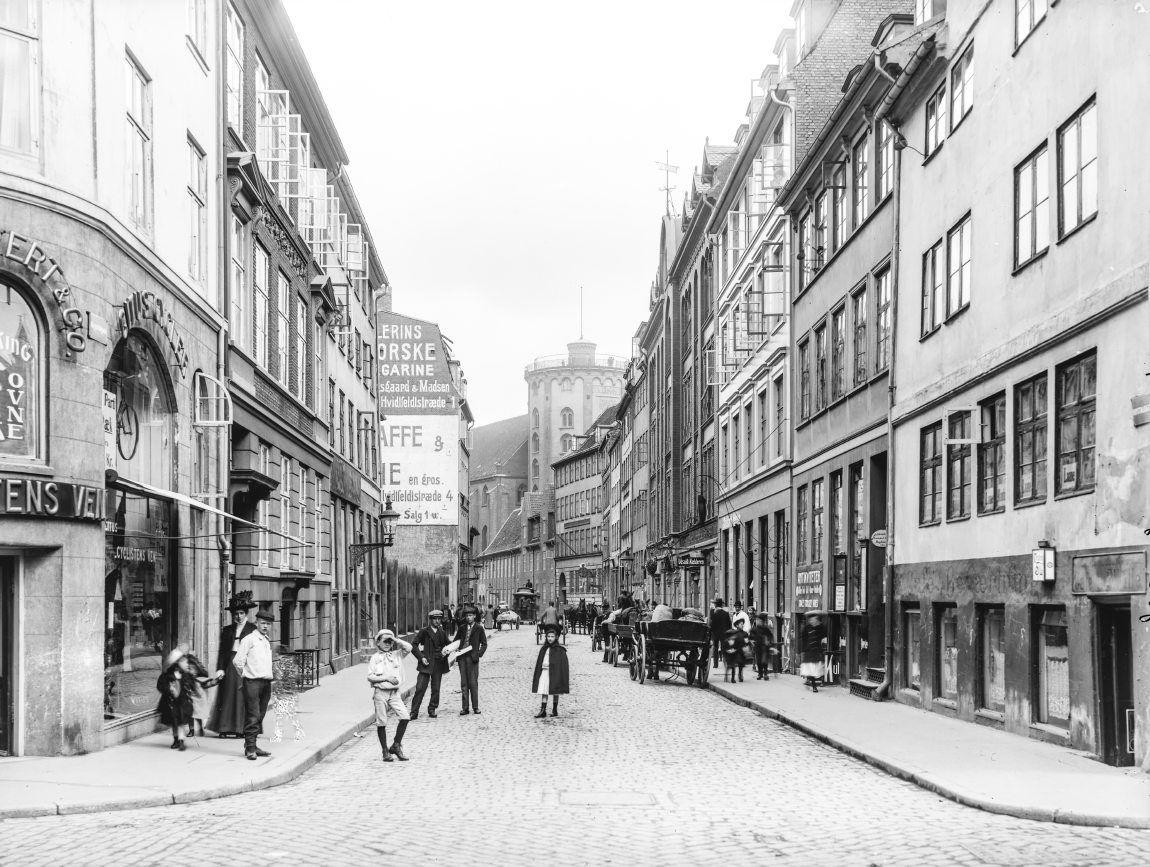
Krystalgade
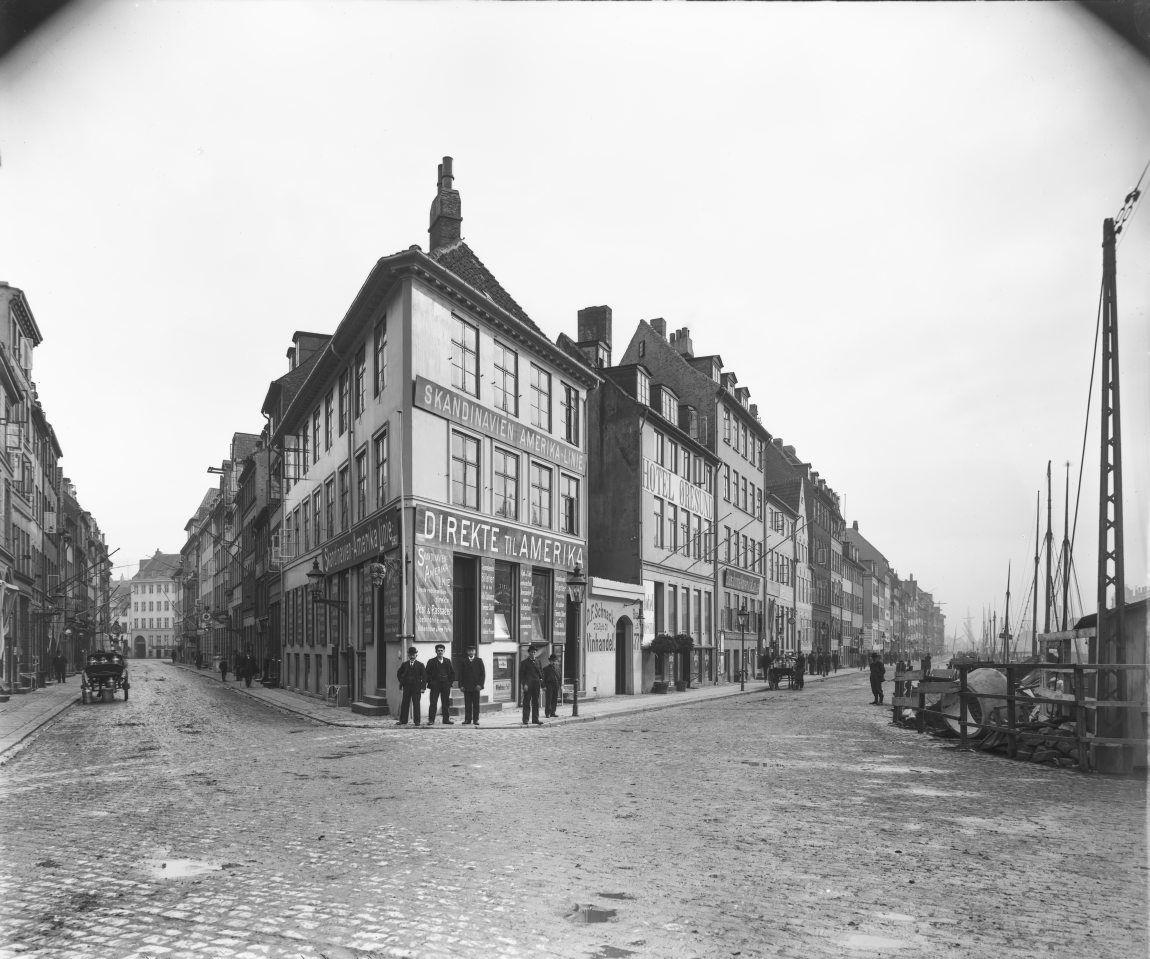
Kout Nyhavn a Store Strandstræde
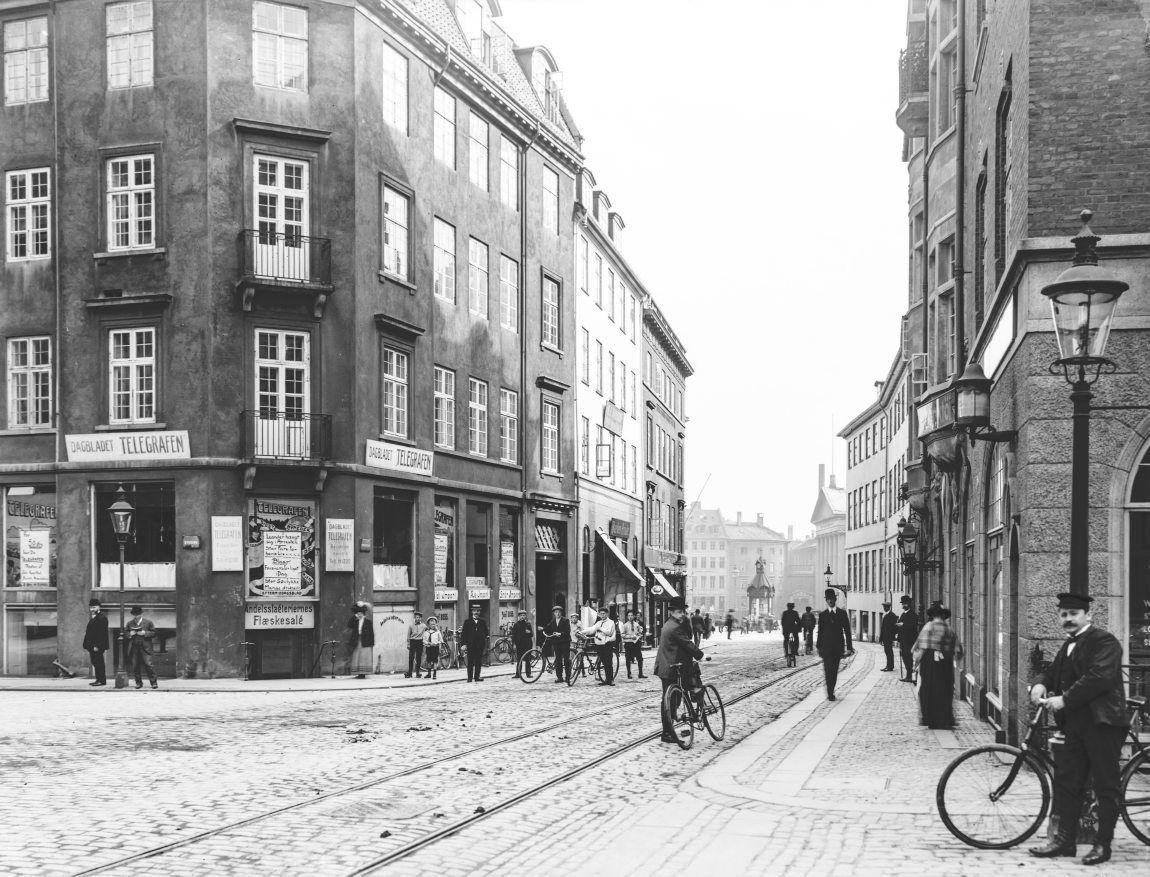
Nørregade
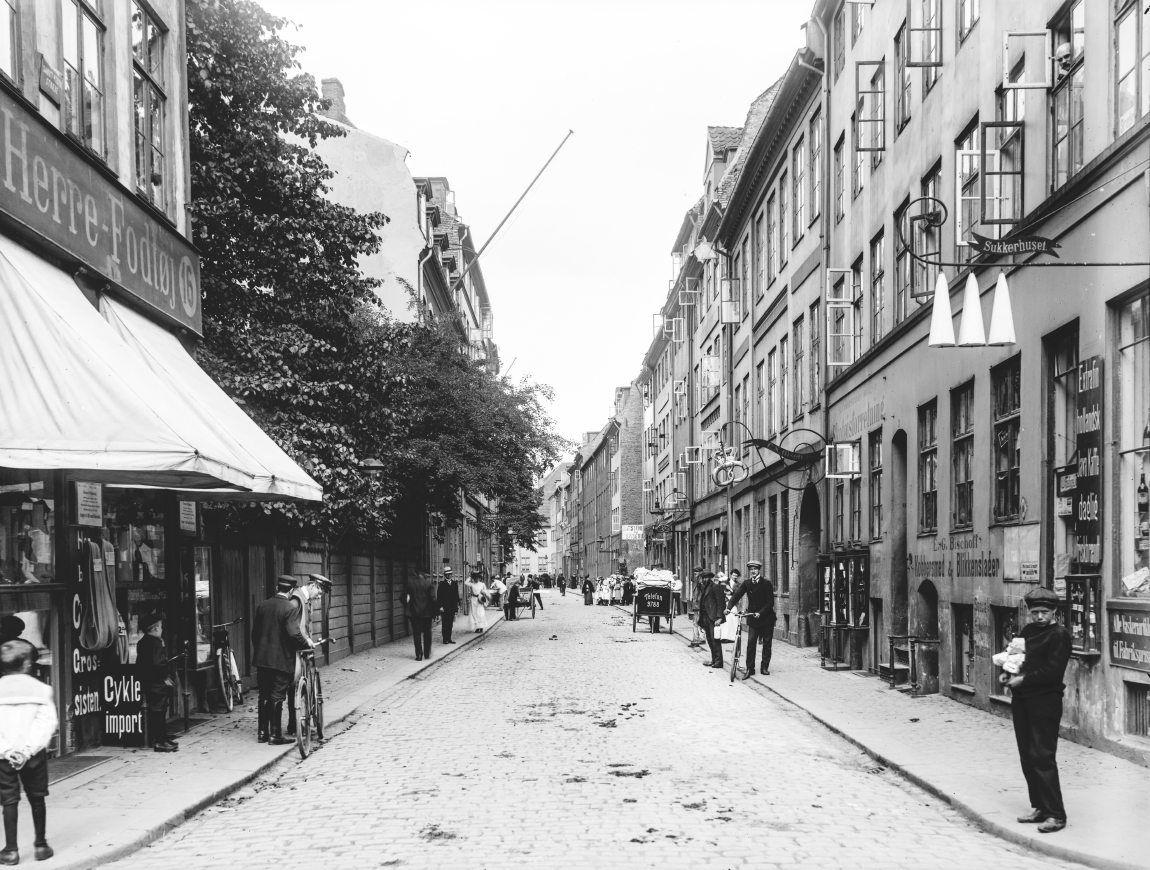
Sankt Peders Stræde
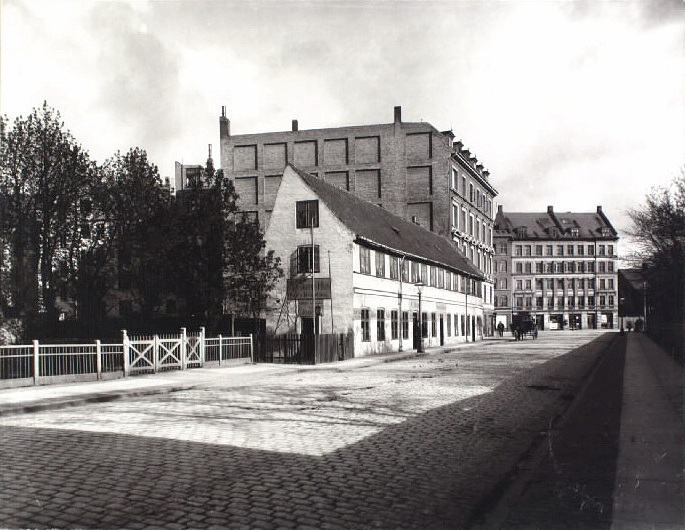
Kalkbrænderivej, Østerbro